# Djurgården Hockey 1923/1924
Djurgården vann serien och tog sig till SM-final, men föll där mot IK Göta med 3-0. IK Göta deltog för övrigt inte i seriespelet.

## Seriespelet
Referens:
| Datum            | Motståndare       | Resultat |
| ---------------- | ----------------- | -------- |
| 3 januari 1924   | Nacka SK (h)      | 6 - 4    |
| 9 januari 1924   | IF Linnéa (b)     | 2 - 2    |
| 14 januari 1924  | IF S:t Erik (b)   | 4 - 4    |
| 18 februari 1924 | Hammarby IF (h)   | 1 - 0    |
| 20 februari 1924 | Tranebergs IF (h) | 8 - 0    |
| 22 februari 1924 | IFK Stockholm (h) | 5 - 0    |

## Tabellen
Referens:
|   | Klass I 1923/1924 | SM | V | O | F | GM | IM | P  |
| - | ----------------- | -- | - | - | - | -- | -- | -- |
| 1 | Djurgårdens IF    | 6  | 4 | 2 | 0 | 26 | 10 | 10 |
| 2 | IF Linnéa         | 6  | 4 | 2 | 0 | 20 | 14 | 10 |
| 3 | Hammarby IF       | 6  | 4 | 1 | 1 | 31 | 12 | 9  |
| 4 | IF S:t Erik       | 6  | 2 | 1 | 3 | 17 | 20 | 5  |
| 5 | IFK Stockholm     | 6  | 2 | 0 | 4 | 9  | 27 | 4  |
| 6 | Nacka SK          | 6  | 1 | 0 | 5 | 18 | 20 | 2  |
| 7 | Tranebergs IF     | 6  | 1 | 0 | 5 | 8  | 26 | 2  |

## Svenska Mästerskapet 1924
Referens:
| Omgång    | Datum            | Motståndare       | Resultat |
| --------- | ---------------- | ----------------- | -------- |
| Semifinal | 29 februari 1924 | IFK Stockholm (h) | 8 - 6    |
| Final     | 5 mars 1924      | IK Göta (b)       | 0 - 3    |